# Museo d'arte orientale 'Bratko'
Il Museo d'Arte Orientale "Brakto" (in albanese Muzeu i Artit Oriental "Bratko") è un museo nazionale albanese dedicato all’arte asiatica situato nella città di Coriza, nel sud dell’Albania.
Il museo è stato istituito e inaugurato nel giugno 2003, realizzando così il sogno di George Dimitri Boria, un fotografo albanese-americano, che donò la propria collezione d’arte asiatica al comune di Coriza purché venisse aperto il museo.
Collezione che Boria ha iniziato durante i suoi 14 anni nel Giappone del dopoguerra come fotografa per il generale Douglas MacArthur, e che è continuata come passione per tutta la vita abbracciando tutti i paesi e le culture d'Oriente. Il nome Bratko è stato scelto da G.D. Boria in ricordo della sua amata madre, Viktoria Bratko.

## Edificio
L'architettura del nuovo museo è un sorprendente, nuovo contributo alla varietà di edifici già rappresentati in Albania. Il suo stile è d'avanguardia ed inoltre riflette elementi delle architetture tradizionali dell'Asia, così da rendere il museo stesso un capolavoro contemporaneo.

## Storia
L'idea di aprire il museo è nata intorno al 1985 da G. D. Boria che ha fornito allo stato albanese di quel periodo la sua collezione, che aveva raccolto durante gli anni del dopoguerra. Nel 1990 G. D. Boria morì affidando la realizzazione di questo sogno alla cugina americana Laura Bratko Schlesinger. La realizzazione del suo sogno di aprire un museo dedicato all'arte asiatica è stato reso possibile solo nei primi anni 2000, quando il Comune di Coriza ha offerto il sito per la costruzione del museo.
Il completamento dei lavori è stato completato nel 2003 e il museo è stato inaugurato nel giugno dello stesso anno sotto il nome del Museo d'arte orientale "Bratko", diventando così il primo museo d'arte asiatico nella regione balcanica.

## Collezione
Il museo possiede 432 oggetti in mostra, tra cui un pianoforte, un altare cinese, un kimono giapponese, una cintura cinese ricamata, una spada indonesiana, medaglie europee, dipinti giapponesi e diverse fotografie scattate da Borja durante le missioni postbellica con l'ONU. Queste foto in particolare sono uniche, poiché mostrano la storia sociale e culturale dell'Oriente immediatamente dopo la seconda guerra mondiale, così come l'importante ruolo che le forze americane e il generale MacArthur hanno svolto nella ricostruzione economica e istituzionale del Giappone.